# Dhafní
Dhafní (Dafni) är en kommunhuvudort i Grekland.   Den ligger i prefekturen Nomarchía Athínas och regionen Attika, i den sydöstra delen av landet, i huvudstaden Aten. Dhafní ligger 100 meter över havet och antalet invånare är 22 913.
Terrängen runt Dhafní är kuperad åt nordost, men åt sydväst är den platt. En vik av havet är nära Dhafní åt sydväst.Runt Dhafní är det mycket tätbefolkat, med 6 472 invånare per kvadratkilometer. Närmaste större samhälle är Aten, 3,6 km norr om Dhafní. Runt Dhafní är det i huvudsak tätbebyggt.